# 馬爾沙鄉
44°22′N 25°33′E / 44.367°N 25.550°E
馬爾沙鄉（羅馬尼亞語：Mârșa, Giurgiu），是羅馬尼亞的鄉份，位於該國南部，由久爾久縣負責管轄，面積58平方公里，海拔高度99米，2007年人口2,779，人口密度每平方公里48人。